# Piotr Misztal
Piotr Wiktor Misztal (Łódź; 19 de Outubro de 1965 — ) é um político da Polónia. Ele foi eleito para a Sejm em 25 de Setembro de 2005 com 8890 votos em 9 no distrito de Łódź, candidato pelas listas do partido Samoobrona Rzeczpospolitej Polskiej.